# ماغنوس باول
ماغنوس باول (بالسويدية: Magnus Powell)‏ (و. 1974  م) هو لاعب كرة قدم، من السويد، ولد في أورنشولدسفيك، يلعب كمهاجم.